# KYLA+ Värmepumpar
KYLA+ Värmepumpar är en branschtidskrift för den svenska kyl- och värmepumpmarknaden. Tidskriften har getts ut sedan 1988 och kommer 2011 ut med 8 nummer per år. Upplagan är cirka 6000 exemplar. Tidningen skriver reportage, nyheter samt berättar om marknaden och tekniska framsteg. Tidskriften har även nyhetspublicering på Internet samt ett elektroniskt nyhetsbrev.

## Historik
Tidningen har sedan starten 1988 getts ut av branschorganisationen Kyl & Värmepumpföretagen (tidigare Kylentreprenörernas Förening). Under åren 1988 till och med 2005 gick tidningen enbart under namnet KYLA, men från och med nr6/2005 ändrades det till nuvarande KYLA+ Värmepumpar. 
En av anledningarna till att tidningen startades upp var informationsbehovet som uppkom när Sveriges riksdag i slutet av 1980-talet beslutade sig för att lagstifta om en utfasning av CFC-köldmedierna (i vardagsspråk "freoner"). Med dessa nya lagkraven kom även nya krav på certifierad person- och företagskompetens i samband med hanteringen av CFC-köldmedier. Dessa krav behövdes föras ut och förklaras i branschen. Dessutom behövde kunskapen om ny teknik förmedlas ut på marknaden, och erfarenheter utbytas. 
Under det första året (1988) var tidningens utgivning två nummer, en utgivning som ökade till både 4 och 6 nummer efterföljande år. Sedan 2006 ges tidningen ut med 8 nummer per år, och även om tidningen i huvudsak fokuserar på marknaden i Sverige ges den även ut i Norge, Danmark och Finland. Tidningen är också, sedan mars 2009, officiellt organ för Svenska Kyltekniska Föreningen.